# Synanthedon losmanovi
Synanthedon losmanovi (лат.) — вид бабочек-стеклянниц рода Synanthedon из подсемейства Sesiinae (триба Synanthedonini). Эндемик России.

## Этимология
Видовое название S. losmanovi дано в честь коллекционера и натуралиста Виссариона Петровича Лосманова (Чебоксары; 1935—2020), исследователя бабочек Чувашии и других регионов России.

## Описание
Длина тела около 1 см (от 11 до 14 мм), размах крыльев от 19 до 26 мм. Внешне и по строению гениталий самцов новый вид наиболее близок к неарктическим Synanthedon fatifera Hodges, 1963 и S. viburni Engelhardt, 1925, но также он похож на палеарктических Conopia spheciformis ([Denis et Schiffermüller], 1775) и Thamnosphecia pseudoscoliaeformis  (Špatenka et Arita, 1992). От первого сравниваемого вида S. losmanovi можно легко отличить по окраске лобной части головы (чёрная с синим отливом у S. fatifera, против тёмно-коричневой с бронзово-фиолетовым отливом и узкой белой полосой сбоку у нового вида) и брюшка (сине-чёрное с бледно-жёлтым латерально на первом и четвёртом сегментах у сравниваемого вида, против чёрный с зеленовато-фиолетовым блеском, тергиты 1 и 2 узко бледно-жёлтые до белого латерально и тергит 4 с узкой бледно-жёлтой до белого полосой дистально у S. losmanovi). От S. viburni вид S. losmanovi отличается окраской вершины головы (голова часто с большим количеством бледно-жёлтого цвета у сравниваемого вида, против тёмно-коричневого до чёрного с зеленовато-фиолетовым блеском по всему телу у S. losmanovi) и брюшка (второй сегмент брюшка дорсально с очень узкой, бледно-жёлтой полосой на заднем крае у S. viburni, против тергитов 1 и 2, каждый из которых бледно-жёлтый или белый латерально, и сегмента 4 с узкой бледно-жёлтой или белой полосой дистально у нового вида). От C. spheciformis вид S. losmanovi отличается окраской лобной части головы (от тёмно-коричневой до чёрной с сине-фиолетовым отливом у C. spheciformis, против тёмно-коричневой с бронзово-фиолетовым отливом и узкой белой полосой сбоку у S. losmanovi). От Th. pseudoscoliaeformis вид S. losmanovi отличается по окраске брюшка (чёрное с тёмно-фиолетовым отливом, тергиты 1—3 узко бледно-жёлтые латерально, тергиты 2 и 3 с узкой бледно-жёлтой полосой дистально и вентрально стерниты 4 и 5 с примесью нескольких бледно-жёлтых чешуек дистально у Th. pseudoscoliaeformis, против дорсально тергиты 1 и 2 узко бледно-жёлтые до белого латерально, тергит 4 с узкой бледно-жёлтой до белого полосой дистально и вентрально стернит 4 с бледно-жёлтой до белого полосой дистально у S. losmanovi).
Растения-хозяева гусениц и особенности их биологии неизвестны, но, судя по биотопу (заболоченные смешанные леса), где были собраны экземпляры типовой серии, это может быть ольха чёрная (Alnus glutinosa, Betulaceae).

## Таксономия
Вид был впервые описан в 2024 году российскими энтомологами Олегом Горбуновым (Институт проблем экологии и эволюции им. А.Н. Северцова РАН) и Александром Ивановым (Чебоксары), собравшим типовую серию (голотип из заповедника «Присурский» и часть паратипов) в Чувашской Республике.

## Распространение
Россия: Московская область и Чувашская Республика (Алатырский район, Мариинско-Посадский район).